# Моховской (Волгоградская область)
Моховской — хутор в Урюпинском районе Волгоградской области России, в составе Салтынского сельского поселения.
Население — 225 (2010).

## История
Дата основания не установлена. Хутор входил в юрт станицы Михайловской Хопёрского округа Земли Войска Донского (с 1870 — Область Войска Донского). Согласно Списку населённых мест Земли Войска Донского по сведениям 1859 года на хутор проживало 130 мужчины и 94 женщины. К концу XIX века хутор был разделён на две части — верхнюю и нижнюю. Согласно переписи населения 1897 года в обеих частях хутора проживало 430 мужчин и 458 женщин, из них грамотных мужчин — 106, грамотных женщин — нет. Согласно алфавитному списку населённых мест Области Войска Донского 1915 года, земельный надел верхней части составлял 1317 десятин, нижней — 2767 десятин, в верхней части проживало 179 мужчин и 187 женщин, в нижней — 278 мужчин и 282 женщины. В каждой части имелось своё хуторское правление, в нижней части действовала церковно-приходская школа.
С 1928 года — в составе Новониколаевского района Хопёрского округа (упразднён в 1930 году) Нижне-Волжского края (с 1934 года — Сталинградского края). С 1935 года — в составе Хопёрского района Сталинградского края (с 1936 года Сталинградской области, с 1954 по 1957 год район входил в состав Балашовской области).
После войны колхоз хутора Бугровского включен в состав укрупнённого колхоза имени Калинина (центральная усадьба — хутор Салтынский). В 1959 году в связи с упразднением Хопёрского района хутор Моховской передан в состав Урюпинского района.

## География
Хутор находится в степной местности, в пределах Хопёрско-Бузулукской равнины, являющейся южным окончанием Окско-Донской низменности, на левом берегу реки Салтынка (левый приток Хопра). Центр хутора расположен на высоте около 90 метров над уровнем моря. По берегам Салтынки — пойменные леса, долина реки заболочена. На противоположной берегу Салтынки расположен хутор Салтынский, южнее хутор Фирсовский. К востоку от хутора — поля. Почвы — чернозёмы обыкновенные и типичные.
Близ хутора проходит автодорога Урюпинск — Первомайский. По автомобильным дорогам расстояние до областного центра города Волгоград составляет 360 км, до районного центра города Урюпинска — 39 км.
Часовой пояс
Моховской, как и вся Волгоградская область, находится в часовой зоне МСК (московское время). Смещение применяемого времени относительно UTC составляет +3:00.

## Население
Динамика численности населения по годам:
| 1859 | 1873 | 1897 | 1915 | 1989 | 2002 | 2010 |
| ---- | ---- | ---- | ---- | ---- | ---- | ---- |
| 124  | 656  | 888  | 926  | ≈490 | 282  | 225  |